# Montpellier (Kanada)
Montpellier – miejscowość i gmina w Kanadzie, w południowo-zachodniej części prowincji Quebec, w regionie Outaouais, w regionalnej gminie hrabstwa Papineau. W 2006 roku miejscowość liczyła 966 mieszkańców.